# Парламентські вибори у Ліхтенштейні 1953 (червень)

Парламентські вибори у Ліхтенштейні проходили 14 червня 1953 року.
В результаті Прогресивна громадянська партія отримала 8 місць з 15 місць Ландтагу. Після виборів було сформовано коаліційний уряд з Патріотичним союзом. 

## Результати
| Партія                          | Голосів | %    | Місць | +/– |
| ------------------------------- | ------- | ---- | ----- | --- |
| Прогресивна громадянська партія | 1 568   | 50,4 | 8     | 0 ▬ |
| Патріотичний союз               | 1 541   | 49,6 | 7     | 0 ▬ |
| Недійсних/порожніх бюлетенів    | 65      | —    | —     | —   |
| Всього                          | 3 174   | 100  | 15    | 0   |
| Зареєстрованих виборців/Явка, % | 3 398   | 93,4 | –     | –   |
| Джерело: Nohlen & Stöver        |         |      |       |     |